# IC 1962
IC 1962 est une galaxie spirale barrée de type magellanique située dans la constellation de l'Éridan. Sa vitesse par rapport au fond diffus cosmologique est de 1 690 ± 9 km/s, ce qui correspond à une distance de Hubble de 24,9 ± 1,8 Mpc (∼81,2 millions d'al). Elle a été découverte par l'astronome américain DeLisle Stewart en 1899.
La classe de luminosité de IC 1962 est IV-V et elle présente une large raie HI.
En raison d'une brillance de surface égale à 14,43 mag/am2, on peut qualifier IC 1962 de galaxie à faible brillance de surface (LSB en anglais pour low surface brightness). Les galaxies LSB sont des galaxies diffuses (D) avec une brillance de surface inférieure de moins d'une magnitude à celle du ciel nocturne ambiant.
À ce jour, plus d'une dizaine de mesures non basées sur le décalage vers le rouge (redshift) donnent une distance de 18,936 ± 4,667 Mpc (∼61,8 millions d'al), ce qui est à l'intérieur des valeurs de la distance de Hubble.

## Groupe de NGC 1395
IC 1962 fait partie du groupe de NGC 1395. Ce groupe fait partie de l'amas de l'Éridan et il comprend au moins 31 galaxies, dont NGC 1315, NGC 1325, NGC 1331, NGC 1332, NGC 1347, NGC 1353, NGC 1371, NGC 1377, NGC 1385, NGC 1395, NGC 1401, NGC 1414, NGC 1415, NGC 1422, NGC 1426, NGC 1438, NGC 1439, IC 1952 et IC 1953.